# Благой Иванов – Багата
Благой Иванов, известен като Багата, е български самбист, джудист и ММА боец. Национален състезател на България по самбо и по джудо. През 2008 г. печели Световното първенство по самбо в Санкт Петербург, Русия, побеждавайки фаворита Фьодор Емеляненко в полуфиналния мач. Състезава се в шампионата UFC, като към 14 август 2019 година заема 10-о място в ранглистата в категория „свръхтежка“, с рекорд от 18 победи и 3 загуби.

## Биография
Наследник на две поколения полицаи. 2016 г. се ражда синът му Александър от съпругата му Любина.
2010 г. се премества да живее и тренира в Лас Вегас, САЩ.
В нощта на 26 февруари 2012 г. е прободен с нож при скандал в софийско заведение. Лекарите в УМБАЛСМ „Пирогов“, където той стига сам с такси, 6 часа се борят за живота му, тъй като острието стига до сърцето му. Два месеца и половина е в кома, отслабва 35 кг. Изписан е на 3-тия месец и започва възстановяване.
Участник във VIP Brother 2012.
2013 (13 септември) се завръща в октагона след 21 месеца отсъствие, побеждавайки американеца Мани Лара в турнир по MMA в Темекула, Калифорния. Номиниран е за „Завръщане на годината“ от най-реномираното списание за бойци в света „Fighters only“.
През 2017 г. участва в благотворителна галавечер във Вашингтон в тежка категория на Professional Fighters League, където прави успешна защита на титлата си. Приходите, за първи път в историята на големите гала вечери в свободните боеве, са за деца в неравностойно положение. Събитието е част от 27-о благотворително събитие „Битката за децата“ – организация с нестопанска цел, чиято мисия е да гарантира, че всички деца в област Колумбия (САЩ) получават качествено и ранно образование.

## Спортна кариера
Още 6-годишен, в столичната зала на клуб „Локомотив“ го води баща му Александър, бивш шампион на България по джудо и самбо. Първи треньор му е Стоян Саладинов. По-късно преминава в ЦСКА. Под наставничеството на баща си Багата влиза в националния отбор и на двата спорта. Дебютира в ММА на 17 години, като отказва съперника си още в първия рунд в столичния Зимен дворец. През 2009 г. е първото му международно участие, което е съпътствано с тежка травма. На галавечерта в Япония чупи и двете си ръце още в началото на срещата с местния любимец Фуджита. Въпреки това, не спира да нанася удари и завършва срещата с единодушно съдийско решение – победа с 3:0.

### Джудо
През 2003 г. става балкански юношески шампион по джудо в тежка категория. Побеждава непобеждавания четирикратен световен шампион по самбо и боец в смесени бойни изкуства Фьодор Емеляненко на 16 ноември 2008 г. Във финалния мач на следващия ден побеждава германеца Янош Щефан.

### Самбо
Сребърен медалист от Световния шампионат по самбо – София, България 2006.
Златен медалист от Световния шампионат по самбо – Санкт Петербург, Русия 2008.

### Смесени бойни изкуства (MMA)
В България MMA добива популярност през 2006 г., когато се създава Българската федерацията по свободни боеве.
Благой Иванов започва кариерата си в смесените бойни изкуства през 2007 г. Тренира в меката на бойните спортове – Рино, САЩ. Отбелязва победи в големите вериги на Щатите, Русия и Япония, където неизменно носи българския флаг. Багата е най-успешният български ММА боец в историята.

#### Bellator MMA
На 15 март 2011 г. Иванов подписва договор с американската мениджърска фирма Bellator. В 10-и сезон на турнира Bellator губи на финала в тежка категория.

#### WSOF
На 24 януари 2015 г. Иванов подписва с World Series of Fighting (WSOF), настояща Profesional Fighter League (PFL). В турнира World Series of Fighting става шампион на WSOF Heavyweight Championship (веднъж) и има три успешни защити на титлата.

#### UFC
На 25 април 2018 г. Иванов преминава в най-голямата организация в света на ММА – Ultimate Fighting Championship. На 22 юли 2019 г. е поставен под №10 в класацията на UFC в категория „свръхтежка“. Преди мача си с Дерек Люис на 2 ноември 2019 г. достига до 8-а позиция.
Преди първия си мач за UFC, с Жуниор Дос Сантос (2018 г.), получава травма в коляното, а след срещата претърпява операция на менискуса.
| Професионален MMA рекорд |           |          |
| 21 мача                  | 19 победи | 5 загуби |
| Нокаут                   | 6         | 0        |
| Събмишън                 | 6         | 1        |
| Съдийско решение         | 6         | 4        |
| Несъстоял се             | 1         | 1        |

| Резултат     | Рекорд     | Опонент                | Метод                                       | Събитие                                   | Дата              | Рунд | Време | Място                         | Бележки                                                       |
| Загуба       | 19 – 5 (1) | Александър Романов     | Съдийско решение (единодушно)               | UFC on ESPN 48: Стрикланд срещу Магомедов | 2 юли 2023        | 3    | 5:00  | САЩ                           |                                                               |
| Победа       | 19 – 4 (1) | Marcos Rogério de Lima | Съдийско решение (единодушно)               | UFC 274                                   | 7 май 2022        | 3    | 5:00  | Финикс, Аризона, САЩ          |                                                               |
| Загуба       | 18 – 4 (1) | Аугусто Сакай          | Съдийско решение (разделено)                | UFC on ESPN: Woodley vs. Burns            | 30 май 2020       | 3    | 5:00  | Джаксънвил, Флорида, САЩ      |                                                               |
| Загуба       | 18 – 3 (1) | Дерек Люис             | Съдийско решение (разделено)                | UFC 244                                   | 2 ноември 2019    | 3    | 5:00  | Ню Йорк, САЩ                  |                                                               |
| Победа       | 18 – 2 (1) | Тай Туиваса            | Съдийско решение (единодушно)               | UFC 238                                   | 8 юни 2019        | 3    | 5:00  | Чикаго, Илинойс, САЩ          |                                                               |
| Победа       | 17 – 2 (1) | Бен Ротуел             | Съдийско решение (единодушно)               | UFC Fight Night: Lewis vs. dos Santos     | 9 март 2019       | 3    | 5:00  | Уичита, Канзас, САЩ           |                                                               |
| Загуба       | 16 – 2 (1) | Жуниор Дос Сантос      | Съдийско решение (единодушно)               | UFC Fight Night: dos Santos vs. Ivanov    | 14 юли 2018       | 5    | 5:00  | Бойс, Айдахо, САЩ             |                                                               |
| Победа       | 16 – 1 (1) | Caio Alencar           | Съдийско решение (единодушно)               | PFL: Fight Night                          | 2 ноември 2017    | 3    | 5:00  | Вашингтон, САЩ                | Защита на PFL Heavyweight Championship.                       |
| Победа       | 15 – 1 (1) | Шон Джордан            | TKO (punches)                               | WSOF 35                                   | 18 март 2017      | 1    | 1:43  | Верона, Ню Йорк, САЩ          | Защита на WSOF Heavyweight Championship.                      |
| Победа       | 14 – 1 (1) | Josh Copeland          | Съдийско решение (единодушно)               | WSOF 31                                   | 17 юни 2016       | 5    | 5:00  | Mashantucket, Кънектикът, САЩ | Защита на WSOF Heavyweight Championship.                      |
| Победа       | 13 – 1 (1) | Derrick Mehmen         | TKO (punches)                               | WSOF 24                                   | 17 октомври 2015  | 2    | 4:33  | Mashantucket, Кънектикът, САЩ | Защита на WSOF Heavyweight Championship.                      |
| Победа       | 12 – 1 (1) | Smealinho Rama         | Събмишън (guillotine choke)                 | WSOF 21                                   | 5 юни 2015        | 3    | 1:17  | Едмънтън, Алберта, Канада     | Печели WSOF Heavyweight Championship.                         |
| Загуба       | 11 – 1 (1) | Александър Волков      | Събмишън (rear-naked choke)                 | Bellator 120                              | 17 май 2014       | 2    | 1:08  | Southaven, Мисисипи, САЩ      | Bellator MMA: Season Ten Heavyweight Tournament Final.        |
| Победа       | 11 – 0 (1) | Лавар Джонсън          | Събмишън (americana)                        | Bellator 116                              | 11 април 2014     | 1    | 4:08  | Темекула, Калифорния, САЩ     | Bellator MMA: Season Ten Heavyweight Tournament Semifinal.    |
| Победа       | 10 – 0 (1) | Рич Хейл               | Съдийско решение (единодушно)               | Bellator 111                              | 7 март 2014       | 3    | 5:00  | Thackerville, Оклахома, САЩ   | Bellator MMA: Season Ten Heavyweight Tournament Quarterfinal. |
| Победа       | 9 – 0 (1)  | Keith Bell             | Събмишън (rear-naked choke)                 | Bellator 109                              | 22 ноември 2013   | 1    | 3:59  | Bethlehem, Пенсилвания, САЩ   |                                                               |
| Победа       | 8 – 0 (1)  | Мани Лара              | Събмишън (standing guillotine choke)        | Bellator 99                               | 13 септември 2013 | 1    | 1:17  | Темекула, Калифорния, САЩ     |                                                               |
| Победа       | 7 – 0 (1)  | Рико Родригез          | TKO (retirement)                            | Chekhov MMA Tournament                    | 24 декември 2011  | 3    | 3:33  | Чехов, Русия                  |                                                               |
| Победа       | 6 – 0 (1)  | Zak Jensen             | Технически събмишън (задушаване с гилотина) | Bellator 52                               | 1 октомври 2011   | 2    | 2:35  | Езерото Чарлз, Луизиана, САЩ  | Bellator Season 5: Heavyweight Tournament Quarterfinal.       |
| Победа       | 5 – 0 (1)  | William Penn           | TKO (punches)                               | Bellator 38                               | 26 март 2011      | 1    | 2:58  | Туника, Мисисипи, САЩ         |                                                               |
| Победа       | 4 – 0 (1)  | Светослав Захариев     | Събмишън (rear-naked choke)                 | Real Pain Challenge 9                     | 9 октомври 2010   | 1    | 3:33  | София, България               |                                                               |
| Победа       | 3 – 0 (1)  | Кадзуюки Фуджита       | Съдийско решение (разделено)                | World Victory Road Presents: Sengoku 9    | 2 август 2009     | 3    | 5:00  | Сайтама, Япония               |                                                               |
| Несъстоял се | 2 – 0 (1)  | Илир Латифи            | NC (счупен ринг)                            | Real Pain Challenge 2                     | 17 май 2008       | 1    | 0:55  | София, България               |                                                               |
| Победа       | 2 – 0      | Янчо Димитров          | TKO (punches)                               | Real Pain Challenge 1                     | 9 март 2008       | 1    | 2:31  | София, България               |                                                               |
| Победа       | 1 – 0      | Камен Георгиев         | TKO (corner stoppage)                       | Fitness Mania                             | 13 октомври 2007  | 1    | 5:00  | Пазарджик, България           |                                                               |